# Rutela cryptica
Rutela cryptica är en skalbaggsart som beskrevs av Jameson 1997. Rutela cryptica ingår i släktet Rutela och familjen Rutelidae. Inga underarter finns listade i Catalogue of Life.